# Walter Schriel
Walter Schriel (* 29. Juni 1892 in Ilfeld; † 27. Juni 1959 in Göttingen) war ein deutscher Geologe und Hochschullehrer.

## Wissenschaftlicher Werdegang
Walter Schriel wurde als Sohn eines Schulrektors in Ilfeld im Südharz geboren. Nach seinem Abitur an einem humanistischen Gymnasium der Königlichen Klosterschule begann er 1912 an der Universität Leipzig Geographie, Geologie und Mineralogie zu studieren. Das Studium musste Schriel nach Ausbruch des Ersten Weltkrieges von 1914 bis 1919 unterbrechen. Nach dem Ende des Krieges setzte es sein Studium in Göttingen fort. 1921 promovierte Walter Schriel in Göttingen zum Thema „Alte und junge Tektonik am Kyffhäuser und Südharz.“
Nach der akademischen Ausbildung und dem Ablegen des Zweiten Staatsexamens 1923 arbeitete er als Geologe an der Preußischen Geologischen Landesanstalt in Berlin. Am 19. Januar 1929 wurde Schriel zum Bezirksgeologen ernannt, am 1. Februar 1935 erfolgte die Berufung zum Professor an der Universität zu Berlin. Während der Zeit an der Preußischen Geologischen Landesanstalt arbeitete Schriel hauptsächlich als Feldgeologe und kartierte einige Messtischblätter im Süd- und Ostharz. Hier führte er stratigrafische Parallelisierungen zwischen den Rotliegend-Vorkommen bei Meisdorf und Ilfeld durch. Darüber hinaus kartierte Schriel – teilweise in Zusammenarbeit mit Kurd von Bülow und Ernst Fulda – die Goldene Aue, das Frankenhäuser Becken und die oberkarbonischen und rotliegenden Schichtenfolgen am Kyffhäuser.
1923 widmete sich Walter Schriel gemeinsam mit Franz Beyschlag der geologischen und lagerstättenkundlichen Beschreibung der Goldlagerstätte am Eisenberg bei Korbach.
Ein weiteres wichtiges Betätigungsfeld Schriels war in den späten 1920er und frühen 1930er Jahren die Erstellung von geologischen Übersichtskarten, wie der Geologischen Karte der Erde (1:15.000.000 mit Franz Beyschlag in 12 Blättern 1926–1932), der Kleinen Geologischen Karte von Europa (1:10.000.000, mit Franz Beyschlag 1925), der Geologischen Karte des Saarlandes (1:60.000, 1935) sowie der Geologische Karte von Deutschland 1:2.000.000 (1930), die in einer Auflage von 30.000 Stück verlegt wurde.
Für das Kartenwerk „Carte géologique internationale de la terre“ 1:500.000 erarbeitete er die Blätter 62 Congo, 63 Zanzibar, 68 Capetown und 69 Durban.
1936 wurde Walter Schriel als Hochschullehrer an die Georg-August-Universität nach Göttingen berufen, wo er am 27. August 1937 zum außerordentlichen Professor und am 1. Oktober 1941 zum ordentlichen Professor für Geologie ernannt wurde. Von 1940 bis 1945 bekleidete Walter Schriel auch das Amt des Direktors des Geologisch-Paläontologischen Institutes und war ordentliches Mitglied der Göttinger Akademie der Wissenschaften. In dieser Zeit lag sein wissenschaftliches Hauptaugenmerk auf stratigrafischen Fragestellungen im Bereich paläozoischer Schichten des Bergischen Landes und Sauerlandes. Gleichzeitig widmete Schriel sich in den letzten Arbeiten vor dem Ausbruch des Zweiten Weltkrieges stratigrafischen Untersuchungen von Gesteinen des Unterharzes, insbesondere der Flinz-Fazies mit Hilfe von Conodonten.
Die Kartenblätter Aachen-Köln, Düsseldorf-Erkelenz im  Maßstab 1:200.000 wurden 1939 fertiggestellt.
Bei Ausbruch des Zweiten Weltkrieges wurde Walter Schriel zur Wehrmacht eingezogen und nahm als Angehöriger eines Pionierbataillons an Kämpfen an verschiedenen Fronten teil. Zuletzt bekleidete er den Rang eines Hauptmanns der Reserve und war Leiter eines technischen Sonderkommandos.

## Wirken während des Nationalsozialismus
Bereits in der Weimarer Republik war Walter Schriel von 1922 bis 1928 Mitglied des Stahlhelms. Der SA trat er am 1. März 1933 bei, der NSDAP zwei Monate später. Schriel engagierte sich in leitenden Tätigkeiten des Nationalsozialistischen Deutschen Dozentenbundes und war Lektor für Geologie in der Reichsstelle für Förderung des deutschen Schrifttums. Darüber hinaus war Mitglied des Reichsbundes deutscher Beamten (1934/37), der Nationalsozialistischen Volkswohlfahrt (ab 1934), der NS-Kriegsopferversorgung (ab 1934) und dem Nationalsozialistischen Altherrenbund der Deutschen Studenten (1938/44). Während seiner Zeit als Kompaniechef einer Pioniereinheit in Höxter begann er ab März 1940 militärgeologische Arbeiten zu verfassen. Das 12-teilige Kartenwerk Geologische Karte von Mitteleuropa im Maßstab 1:750.000 wurde von Schriel in den Jahren 1940 bis 1944 erstellt, erschien jedoch nie in der Öffentlichkeit.
Ab 1942/1943 fertigte Schriel geologische Arbeiten für die Wirtschaftliche Forschungsgesellschaft (WIFO) an, insbesondere im Bereich des Südharzes. Hier verfasste er geologische, felsmechanische und hydrogeologische Gutachten u. a. für die Untertageanlagen des KZ Mittelbau-Dora bei Nordhausen sowie des KZ Langenstein-Zwieberge bei Halberstadt. Weitere gutachterlichen Tätigkeiten für militärische Untertageanlagen sind vom Königstein in der Sächsischen Schweiz bekannt. Vom 6. März 1944 bis zum 1. Dezember 1944 (nach seinen Angaben) war Walter Schriel geologischer Sachverständiger für die Dora-Mittelbau-Bauprojekte der SS-Sonderinspektion II und bei der Einsatzgruppe Kyffhäuser.
Am 20. Mai 1945 wurde Schriel von Offizieren des alliierten Geheimdienstes zu seiner Rolle bei den Dora-Mittelbau-Projekten vernommen. Im Juli 1945 erfolgte auf Weisung der britischen Besatzungsbehörden die Entlassung aus der Göttinger Universität.

## Tätigkeit nach dem Krieg
Nach dem Krieg war Walter Schriel als Privatgelehrter tätig. Er widmete sich vor allem den Fragen der Harzgeologie und legte 1951 die zweite Auflage der Geologischen Übersichtskarte des Harzes 1:200.000 vor, die er 1954 zusammen mit den dazugehörigen Erläuterungen als zusammenfassendes Werk unter dem Titel Die Geologie des Harzes veröffentlichte. In den Nachkriegsjahren befasste sich Schriel neben stratigrafischen und tektonischen Fragestellungen vor allem mit Fragen zur Lagerstättengenese im Harz, im Sauerland und im Bergischen Land. Zahlreiche Arbeiten sind auch heute noch als die wesentlichen Grundlagenarbeiten in diesem Bereich anzusehen, wie z. B. die Arbeiten zur Lagerstättengenese am Westheimer Abbruch und Briloner Galmeidistikt.
Von 1955 bis 1959 hielt Schriel wieder Vorlesungen an der Universität in Göttingen, allerdings am Bodenkundlichen Institut der Landwirtschaftlichen Fakultät. 1956 wurde er emeritiert. Als Pensionär setzte er seine Publikationstätigkeit fort und nahm weiterhin noch an geologischen Kongressen teil.
Walter Schriel konstruierte über 50 geologische Karten im Maßstab 1:25.000 bis 1:15 Millionen und verfasste über 70 wissenschaftlich publizierte Aufsätze und Bücher.

## Arbeiten (Auswahl)
- Alte und junge Tektonik am Kyffhäuser und Südharz. Abh. Preuß. Geol. L.-Anst., N.F., 83, Berlin 1922, 65 S.
- Das Gold der Eder. Arch. Lagerstättenforsch., 32, Berlin 1923, S. 1–29 (zusammen mit F. Beyschlag)
- Geologischer Führer durch den Harz, Teil 1: Oberharz und Brockengebiet. Samml. Geol. Führer 29, Berlin (Borntraeger) 1925, 228 S. (mit Fritz Dahlgrün und Otto Erdmannsdörffer)
- Geologischer Führer durch den Harz, Teil 2: Unterharz und Kyffhäuser. Samml. Geol. Führer 30, Berlin (Borntraeger) 1925, 306 S. (mit Fritz Dahlgrün und Otto H. Erdmannsdörffer)
- Die Tanner Grauwacke des Unterharzes. Sitz.berichte Preuß Geol. L.-Anst., 2, Berlin 1927, S. 141–144
- Läßt sich im Harz ein Deckenbau nachweisen? Sitz.berichte Preuß Geol. L.-Anst., 3, Berlin 1928, S. 1–9
- Der geologische Bau Deutschlands. In: Erläuterung zur Geologischen Karte Deutschlands 1:400.000, Festschr. Deutscher Bergmannstag, Breslau 1928
- Stratigraphie und tektonische Stellung des Acker-Bruchberg-Systems im Harz. Jb. Preuß. Geol. L.-Anst., 53, Berlin 1933, S. 157–176
- Zur Stratigraphie, Tektonik und Paläontologie im südlichen Bergischen Land. Abh. Preuß. Geol. L.-Anst., N.F., 145, Berlin 1933, 77 S. (zusammen mit Walter Gross)
- Das Unterdevon im südlichen Sauerlande und Oberbergischen. In: Stille-Festschr., Stuttgart (Enke) 1936, S. 1–21
- Kritische Betrachtung zur Deckenfrage im Harz. Z. deutsch. Geol. Ges., 91, Berlin 1939, S. 469–497
- Neue Tertiärfunde bei Brilon im Sauerland als Zeitmarke für junge Vererzung (Pb, Zn, Cu, Fe) im Massenkalk. N. Jb. Min., Monatsheft, Jg. 1954, Stuttgart, S. 226–230
- Alter und Vererzung des Westheimer Abbrauchs am Ostrand des Rheinischen Schiefergebirges. Roemeriana 1 (Dahlgrün-Festschrift), Clausthal-Zellerfeld 1954
- Fazies, Paläogeographie und Tektonik im Mittel- und Unterdevon des Harzes. Geol. Jb., 78, Hannover 1961, S. 719–760 (mit Nachträgen von Dieter Stoppel)